# Библиотека „Гоце Делчев“ (Щип)
Националната институция Университетска Библиотека „Гоце Делчев“ – Щип (на македонска литературна норма: Национална установа Универзитетска Библиотека „Гоце Делчев“ - Штип) е градска библиотека в град Щип, Република Македония.

## История
В 1872 година българската община в Щип основава читалище „Деятелност“. В дописка до вестник „Право“ от 1873 година Т. Д. Живков пише, че целта на читалището е да ограмотява незнаещите и да „да помага на бедните сирачета в Щипско и Новоселското училище с потребните за тях книги и да издържа ученици в по-главните училища извън Щип“. Българските училища в Щип са имали и малки библиотеки. Между двете световни войни в града съществува малка библиотека. В 1941 година по време на българското управление във Вардарска Македония е отворена библиотека с читалня.
След войната, в 1946 година е създадена библиотеката „Гоце Делчев“ с дарени от частни лица около 700 – 900 книги.
Новата сграда на библиотеката отваря врати на 4 май 1978 година. Фондът на библиотеката е около 200 000 монографии и над 1300 периодични издания. Библиотеката поддържа традиционната проява Митровденски срещи, на която се представят доктори на науки от Щип и Щипско. Библиотеката разполага и с мобилен клон за обслужване на планинските райони на общините Щип и Карбинци.
Институцията е една от трите библиотеки в държавата, които със закон са прогласени за депозитни библиотеки.

## Сграда
Сградата на библиотеката, разположена на улица „Вита Попйорданова“ № 5 и изградена в 1974 – 1978 година, е обявена за паметник на културата.